# Дейя бинт Ибрагим Аль Халифа
Дейя бинт Ибрагим Аль Халифа — шейха, член Королевской Семьи Королевства Бахрейн. Шейха Дейя является Президентом холдинговой компании «Рияда Груп» («Riyada Group»), которая включает Рияда Инвестиции (Riyada Investment) (Президент), Рияда Развитие (Riyada Development) (Президент), Sun Capital Investment, в которой в настоящее время она является членом Совета, основателем и партнером более чем двадцати Совместных предприятий на территории стран MENA и Европы. Известна своей деловой активностью в роли члена королевской семьи и главы Riyada Group в России. Имеет политические и деловые контакты с российскими министерствами, бизнес-сообществом, инжиниринговыми компаниями. В 2014 году на Родосском форуме высказала мнение о начале третьей мировой войны и необходимости диалога. Вошла в список самых влиятельных женщин ближнего востока по версии издания Forbes в 2014 году.